# Sulzberg (Böhmerwald)
Der Sulzberg ist ein 1041 m ü. A. hoher Berg im Böhmerwald in Oberösterreich.

## Lage und Umgebung
Der Sulzberg gehört zur Gemeinde Ulrichsberg im Bezirk Rohrbach. Er liegt in den Einzugsgebieten des Hintenberger Bachs und des Ramenaibachs. Mehrere Quellen wurden zum Zweck der Wasserversorgung des Bezirks Rohrbach gefasst.
Der Berg befindet sich innerhalb des 9.350 Hektar großen Europaschutzgebiets Böhmerwald-Mühltäler. Er ist außerdem Teil der 22.302 Hektar großen Important Bird Area Böhmerwald und Mühltal.
Der Aussichtsturm Moldaublick wurde 1967 errichtet. Der Nordwaldkammweg, der hier Teil des Europäischen Fernwanderwegs E6 ist, führt über den Sulzberg. Auch fünf mittelschwere Langlaufloipen verlaufen über den Berg: die nach Christian Hoffmann benannte 13,2 km lange Christian-Hoffmann-Loipe, die 9,6 km lange Hirschlacke-Loipe, die 7,3 km lange Moldaublickloipe, die 4,3 km lange Sonnenwald-Loipe und die 3 km lange Wilderersteig-Loipe.

## Geologie, Pflanzen und Tiere
Der Sulzberg-Granit hat ähnliche Eigenschaften wie der Eisgarner Granit. Auf dem Höhenrücken des Sulzbergs wachsen bodensaure Fichten-Tannen-Buchenwälder, auf seinem Westabhang bodensaure Buchenwälder und auf seinen staunassen Plateaus nasse Fichten-Wälder beziehungsweise Fichten-Tannen-Wälder. Brütende Auerhühner (Tetrao urogallus) wurden 2008 nachgewiesen.